# Кладовицы (Псковская область)
Кладовицы — деревня в Локнянском районе Псковской области России. 
Входит в состав Михайловской волости.
Расположена на восточной границе райцентра Локня.

## Население
| 2001 | 2002 | 2010 |
| ---- | ---- | ---- |
| 127  | ↘110 | ↗112 |

Численность населения деревни по оценке на начало 2001 года составляла 127 жителей.

## История
С января 1995 до апреля 2015 года деревня входила в состав ныне упразднённой Локнянской волости.